# Ctenodontina pectinatipes
Ctenodontina pectinatipes là một loài ruồi trong họ Asilidae. Ctenodontina pectinatipes được Enderlein miêu tả năm 1914. Loài này phân bố ở vùng Tân nhiệt đới.